# Kermt
Kermt est une section de la ville belge de Hasselt située en Région flamande dans la province de Limbourg. C'était une commune à part entière avant la fusion des communes de 1977 qui avait déjà fusionné avec Spalbeek en 1971.
Le village est situé à 6 kilomètres à l'ouest du centre de Hasselt.

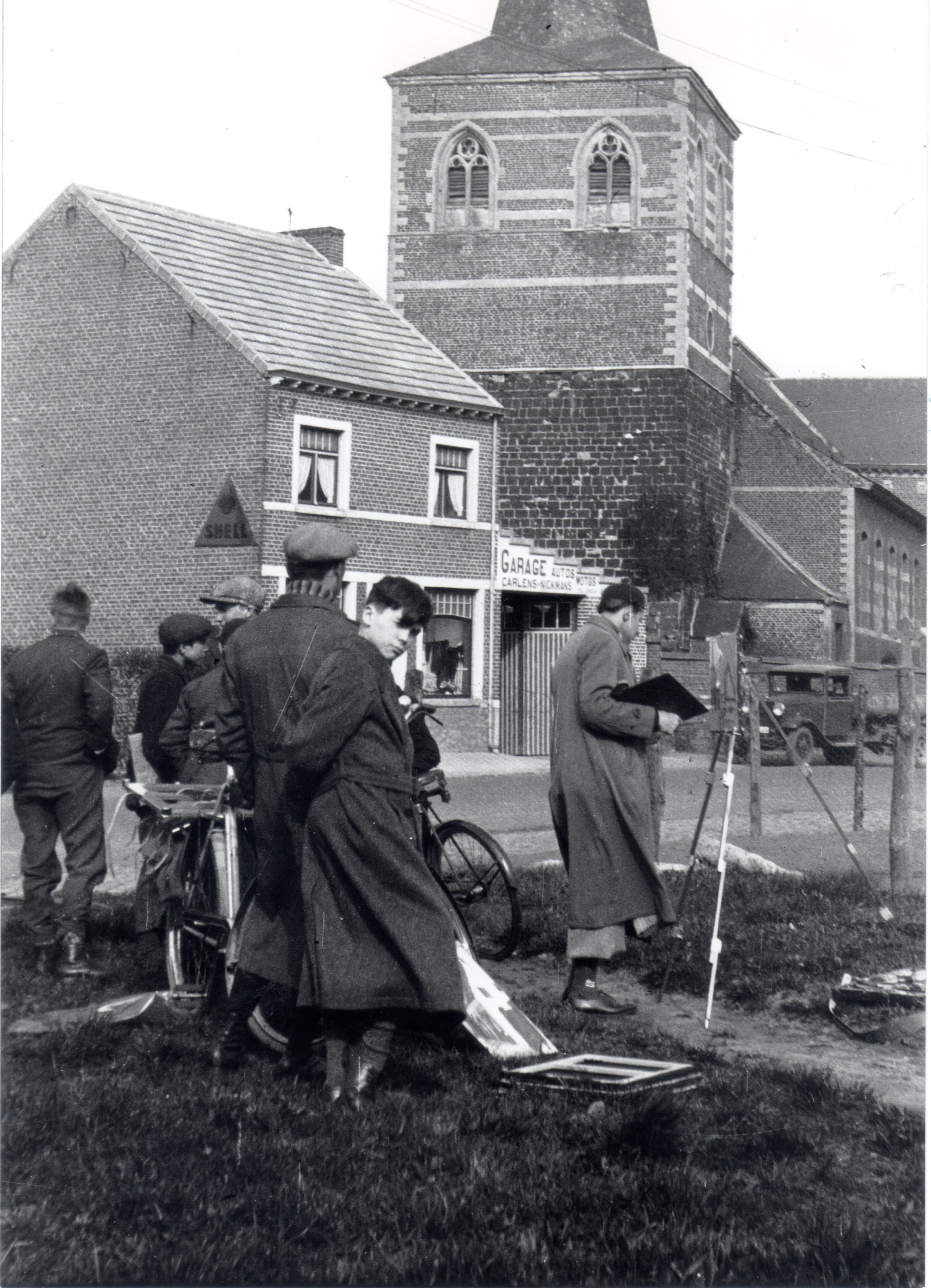
Le peintre Lismonde peignant dans le village de Kermt, le 7 avril 1936.

## Évolution démographique
Sources: INS, www.limburg.be et Ville de Hasselt